# Нёмда
Нёмда — река в Костромской и Ивановской области России. Левый приток Волги.
Длина — 146 км, площадь бассейна — 4750 км², средний расход воды в 48 километрах от устья — 28,9 м³/с.
Нёмда начинается неподалёку от села Палкино Антроповского района Костромской области на юго-восточной окраине Галичской возвышенности. В верхнем течении река течёт по лесной местности, сильно петляя. Ширина реки составляет 10—15 метров. Приняв слева Шую, которая в месте слияния шире Нёмды, река увеличивается до 20—30 метров и начинает спокойно течь на юг.
Красивые лесные участки по берегам чередуются с лугами и болотами.
Ниже Кадыя начинает сказываться подпор Горьковского водохранилища на Волге. На последних 20 километрах река расширяется настолько, что чаще об этом участке говорят, как о Нёмденском заливе Горьковского водохранилища.
Залив образует многочисленные острова и имеет изрезанную линию берега. По живописным берегам располагаются санатории и турбазы. Нёмденский залив пользуется большой популярностью у любителей рыбной ловли.
В месте впадения Нёмды в Волгу на правом берегу стоит большое и старинное село Завражье, в котором родился знаменитый режиссёр Андрей Тарковский.
На Вотгати в семи километрах от места её впадения в Нёмду расположен крупный посёлок Кадый — центр Кадыйского района Костромской области.
На стыке рек Желвата, Вотгать, Нёмда расположены Котловские болота (болотные массивы Котловское и Липняговское),  одни из наиболее крупных ценных водно-болотных угодий Костромской области.

## Притоки
Крупнейшие притоки — Шуя (левый); Шача, Вотгать, Юг (правые). Крупнейший приток — Шуя.
(расстояние от устья)
- 1 км: река Кусца (пр)
- 16 км: река Ворша (лв)
- 22 км: река Митьковка (пр)
- 34 км: река Юг (пр)
- 43 км: река Вотгать (пр)
- 49 км: река Воломша (лв)
- 64 км: река Чёрная (пр)
- 65 км: река Шуя (лв)
- 66 км: река Никифора (пр)
- 81 км: река Кусь (пр)
- 89 км: река Шача (пр)
- 115 км: река Растыш (лв)
- 125 км: река Порга (пр)
- 130 км: река Панфиловка (лв)
- 131 км: река Печелда (лв)
- 136 км: река Ача (пр)[5]